# На Логу
На Логу (словен. Na Logu) — поселення в общині Шкофя Лока, Горенський регіон, Словенія. Висота над рівнем моря: 619,5 м.